# Чердинський район
Чердинський район (рос. Чердынский район) — адміністративно-територіальна одиниця в складі Пермського краю Росії.
Адміністративний центр району — місто Чердинь. 
6 квітня 2019 року муніципальний район був скасований, а всі міські та сільські поселення об'єднані в муніципальне утворення Чердинський міський округ..

## Географія
Розташований в крайній північній частині Пермського краю. Межує на півночі з Республікою Комі, на південному сході з Красновишерським, на півдні з Солікамським, на заході з Косинським та Гайнським округами.
Площа - 20 872 км², є найбільшим за площею в Пермському краї.
Клімат континентальний. Велика частина території району зайнята лісами. Ліси переважно хвойні (ялина, ялиця, рідше сосна, кедрова сосна, модрина) охоплюють 94% території району. Значну площу також займають болота та озера.

## Населення
Населення - 19 504 осіб (2020 рік).
Урбанізація
У міських умовах (місто Чердинь і робітниче селище Нироб) проживають 47,48% населення району.
Національний склад населення
За підсумками перепису 2010 року:
- Росіяни - 92%;
- Татари - 1,2%;
- Українці - 0,8%;
- Комі-пермяки - 0,5%.

## Економіка

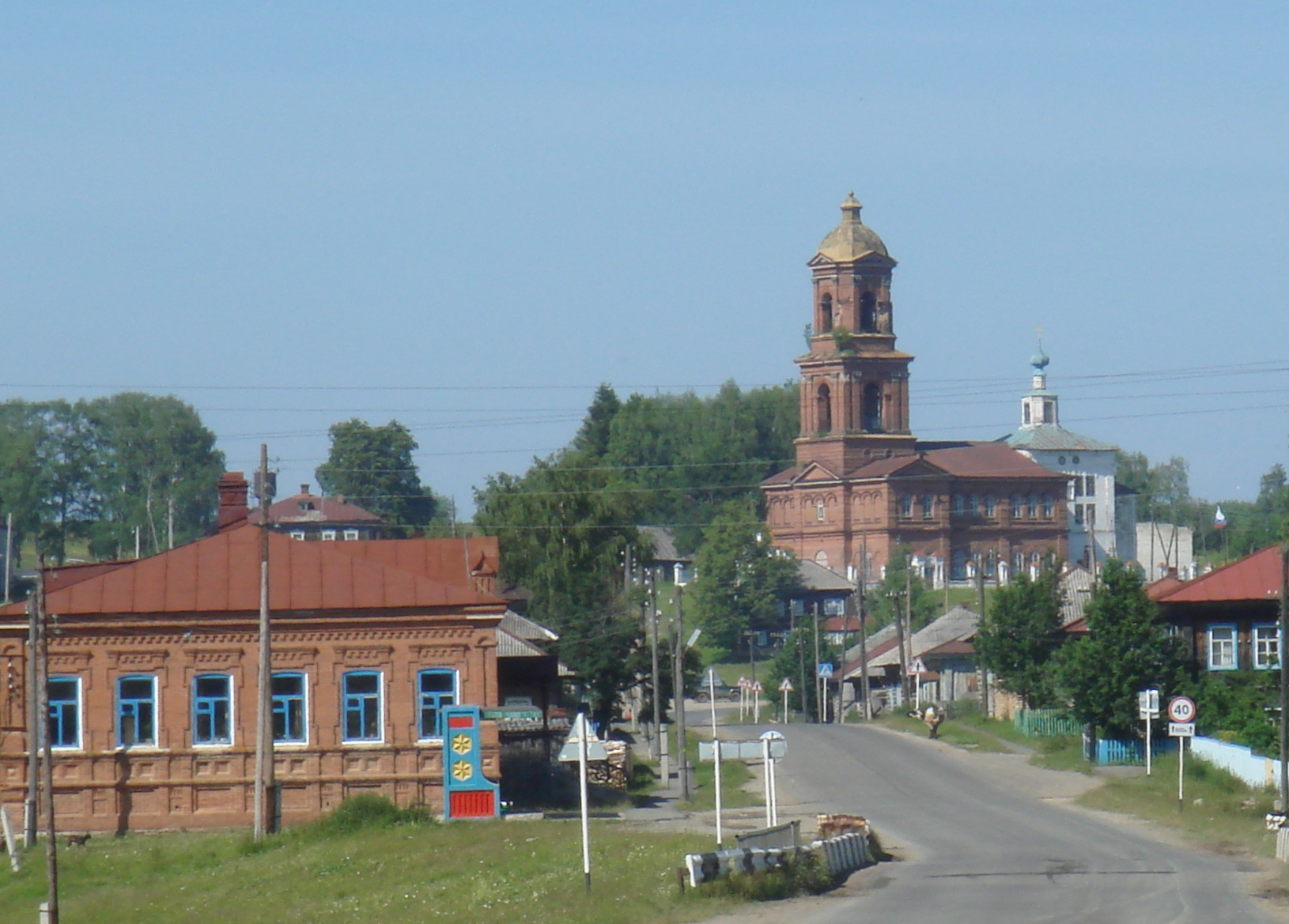
Село Вільгорт Чердинського району

Основу промисловості округу становить лісозаготівельна та лісопереробна галузі. Найбільші підприємства - ТОВ «Колва-ліс», ТОВ «Курган-ліс». Ведеться розробка родовищ корисних копалин. Крім цього є підприємства харчової промисловості.
Спеціалізація сільського господарства - м'ясо-молочна.